# Distretto di Port Louis
Port Louis è uno dei nove distretti di Mauritius. Ha una superficie di 44 km² e 119 706 abitanti. Il suo capoluogo è Port Louis, capitale nazionale. Altri centri, ma di piccole dimensioni, sono: Paille, Grand River North West, Roche-Bois, Saint Croix, Valle des pretes e Karo Kalyptis.
Sono amministrate dal distretto anche le isole Saint Brandon (conosciute anche come Cargados Carajos).

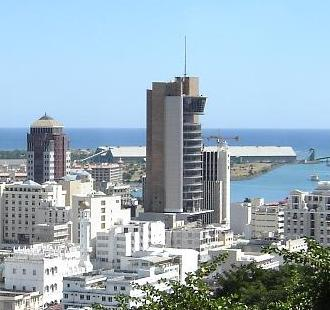
Veduta del centro di Port Louis